# 和賀忠親
和賀 忠親（わが ただちか）は、安土桃山時代の武将。

## 略歴
和賀氏は陸奥国和賀郡を治めていた国人。正室は小原忠秀娘。
忠親（父の和賀義忠とも）は天正18年（1590年）の小田原征伐に自身は参陣せず、名代だけを派遣したことから豊臣秀吉の怒りを買って改易された（「奥州仕置」）。
その後、忠親は伊達政宗を頼って伊達領の胆沢郡に住した。慶長5年（1600年）の関ヶ原の戦いに際し、領地拡大を企図した政宗の密命を受けて、和賀氏の旧領を回復しようと岩崎一揆を起こした。忠親は政宗の援助を受けて和賀郡を治めていた南部利直の領地に攻め込み、花巻城（鳥谷ヶ崎城）を急襲したが、利直と南部家臣北信愛らの反撃を受けて失敗した。その後、逃げ延びたが近臣の蒲田治道、筒井喜助、齋藤十蔵と共に陸奥国分尼寺で自害した。
政宗により暗殺されたともいう説もあり、そのほか伊達家のために切腹を願い出た（「政宗公より主馬殿へ被、仰遣候は此度之義政宗一大事に候間切腹を被相頼度候」）という記録もある。墓は仙台市若林区の国分尼寺に近臣7人のものと共に立てられている。
この事件が原因で伊達政宗は、関ヶ原の戦いの際に徳川家康から約束されていた100万石のお墨付きを反故にされた、と言われている。なお、嫡男・義弘は120石で伊達氏に仕えた。